# سایچو
سایچو (به ژاپنی: 最澄 Saichō)، نام پس از مرگ دنگیو دایشی، یکی از راهبان ژاپنی و مؤسس فرقه تندای در ژاپن، بر اساس سنت تیانتای بود. او معبد و مرکز تندای را در انریاکو-جی، بر بالای کوه هیئی در نزدیکی شهر کیوتو بنیاد نهاد. همچنین گفته می‌شود که او اولین نفری بود که چای را به ژاپن آورد.